# Гідрологічні пам'ятки природи Луганської області
Гідрологічні пам'ятки природи Луганської області — унікальні або типові гідрологічні об'єкти на території Луганської області України, що мають наукову, культурно-пізнавальну або естетичну цінність і охороняються державою, або потребують охорони.

## Антрацитівський район
На території Антрацитівського району офіційно оформлено одну гідрологічну пам'ятку природи місцевого значення і одну поки ще офіційно не затверджено.
Чеховська криниця (48°05′48″ пн. ш. 39°59′23″ сх. д. / 48.09667° пн. ш. 39.98972° сх. д.) — джерело, гідрологічна пам'ятка природи місцевого значення, розташоване у байрачній діброві на схилі Рогозяної балки, басейн річки Кріпенька, за 5 км на захід від міста Антрацит. Дебіт джерела становить 0,3 л/с. Водоносний горизонт знаходиться в пісковиках алмазної світи. Вода за хімічним складом сульфатно-гідрокарбонатно-кальцієва, питна, з приємним смаком. Історичне місце пов'язане з російським письменником Антоном Павловичем Чеховим.
Джерело «Святий Антипій» (48°10′15″ пн. ш. 39°18′20″ сх. д. / 48.17083° пн. ш. 39.30556° сх. д.) — джерело питної води за 200 м на схід від автотраси Ровеньки — Луганськ, в урочищі «Святий Антипій» (права притока річки Велика Кам'янка). Підземні води приурочені до кам'яновугільних відкладів моспинської світи. Водовмісними породами є тріщинуваті пісковики, вапняки, рідше піскуваті та глинисті сланці, горизонт зони вивітрювання кам'яновугільних відкладів до глибини 50-100 м. Води слабонапірні, пластово-тріщинуваті породи. Живлення водоносних горизонтів відбувається за рахунок інфільтрації атмосферних опадів. Запаси підземних вод не затверджені. Хімічний склад води — гідрокарбонатно-кальцієва. Підземні води використовуються місцевим населенням. Потребує нагляду.

## Біловодський район
На території Біловодського району створено одну гідрологічну пам'ятку природи місцевого значення.
Водяна криниця

## Білокуракинський район
На території Білокуракинського району жодного гідрологічного об'єкта до окремих пам'яток природи не віднесено. Самсонівський став є частиною ландшафтного заказника місцевого значення Самсонівська заводь.

## Довжанський район
На території Довжанського району жодного гідрологічного об'єкта до пам'яток природи не віднесено.

## Краснодонський район
На території Краснодонського району жодного гідрологічного об'єкта до пам'яток природи не віднесено.

## Кремінський район
Кремінські каптажі. Південно-західна околиця м. Кремінна, 300 на південний захід від дороги на Червону Діброву. Експлуатаційний водоносний горизонт — тріщино-карстова зона верхньокрейдових відкладів центральної частини Кремінської мульди. Розвантаження його відбувається повністю в б. Піщаний Єрик у вигляді 3-х крупних («Кремінські каптажі») і групи дрібних джерел. Запаси підземних вод затверджені в ДКЗ СРСР. Вода каптажів прісна, використовується для водопостачання населення. Родовище «Кремінські каптажі» має гідрогеологічну цінність, оскільки є єдиним джерелом природного розвантаження верхньокрейдяного водоносного горизонту, приуроченого до тріщинуватих мергелів турон-коньякського ярусу, що мають обмежену площу в межах мульди. Водоносність мергелів пов'язана з тріщинами, походження яких обумовлене процесами вивітрювання і подальшого розмиву тріщин підземними водами, що залежить від ступеня розвитку і глибини врізу гідрографічної мережі. Живлення крейдяного водоносного горизонту відбувається за рахунок атмосферних опадів, а також інфільтрації алювіальних вод. Вода водозабору прісна, з сухим залишком 0,35 г/дм3, помірно жорстка із загальною жорсткістю — 5,5 ммоль/дм3. За типом вода — сульфатно-гідрокарбонатна з переважанням катіонів кальцію, середовище слаболужне рН — 7,6-7,7. Це один з небагатьох водозаборів області, де питні води прісні та мінералізація не перевищує 0,5 г/дм3 і має добрі «смакові» властивості. Потребує нагляду.
Климівське джерело

## Лутугинський район
На території Лутугинського району жодного гідрологічного об'єкта до пам'яток природи не віднесено.

## Марківський район
На території Марківського району жодного гідрологічного об'єкта до пам'яток природи не віднесено.

## Міловський район
Новонікольське джерело
Криштальна
Калмичанка

## Новоайдарський район
Кримська дача

## Новопсковський район
На території Новопсковського району жодного гідрологічного об'єкта до пам'яток природи не віднесено.

## Первомайськ
Золотовське джерело

## Перевальський район
На території Перевальського району жодного гідрологічного об'єкта до пам'яток природи не віднесено.

## Попаснянський район
Гірське джерело
Горіховське джерело
Райолександрівське джерело

## Сватівський район
Верхній ставок
Нижній ставок
Джерело Ковалівське-1
Джерело Ковалівське-2
Містки
Попівське джерело
Криниця Новопавлівська срібляста — джерело, гідрологічна пам'ятка природи, знаходиться за 0,6 км на північний схід від села Павлівка, лівий відвершок верхів'я безіменної балки, ліворуч від дороги Сватове — Білокуракине. У геоморфологічному відношенні — це лівобережний схил вододілу річок Красна і Хоріна. Абсолютні висоти в місці виходу підземних вод складають 137 м над рівнем моря. Підходи до джерела викладені з каменю та забетоновані. Води переважно гідрокарбонатно-сульфатні та сульфатно-гідрокарбонатні з мінералізацією від 0,5 до 2,3 г/дм³. Дебіт становить від 0,014 до 0,048 л/с.

## Слов'яносербський район
На території Слов'яносербського району жодного гідрологічного об'єкта до пам'яток природи не віднесено.

## Станично-Луганський район
Великочернігівське джерело
Золотарівське. Станично-Луганський район, 1,8 км північніше села Золотарьовка і дороги в с. Чугинку, верхів'я балки Кисельової. Луганська область. Джерело «Золотарівське» приурочене до нерозчленованих канево-бучацьких палеогенових відкладів, що мають спорадичне розповсюдження. В них водоносні в основному піски в нижній частині товщі. Утворенню водоносного горизонту в пісках сприяють підстеляючі їх алевроліти. Водоносний горизонт ґрунтовий, потужність його до 10 м. Дебіт джерел змінюється від 0,08 до 4,42 л/сек, води солонуваті з сухим залишком 3,3-5,1 г/дм3. Глибина залягання рівня води на схилах балок, у місцях виходу на денну поверхню — 0,0 м. Живлення водоносного горизонту здійснюється атмосферними опадами на площах виходу бучацьких пісків на денну поверхню і за рахунок гідравлічного зв'язку з вищерозміщеними водоносними горизонтами. Води джерела в б. Кисельовій відповідають Іжевському типу мінеральних вод за висновком Одеського НДІ курортології. Використовується місцевим населенням для лікувальних цілей. Потребує нагляду.
Кібікінська криниця

## Старобільський район
На території Старобільського району
Лозівське джерело
Новоборовське джерело
Шпотинське джерело

## Троїцький район
На території Троїцького району жодного гідрологічного об'єкта до пам'яток природи не віднесено.